# Polnianka
Polnianka – potok, prawobrzeżny dopływ Białej, przepływający przez powiat gorlicki i nowosądecki w województwie małopolskim. Potok fliszowy (typ JCWP 12).
Źródła potoku znajdują się od strony północno-zachodniej Maślanej Góry, dokładniej Zielonej Góry (Szalowa/Bieśnik - gmina Łużna). Ciek przepływa przez Szalową (gmina Łużna), Polną i Stróże (w gminie Grybów) i Wilczyska (gmina Bobowa), gdzie uchodzi do rzeki Białej (Tarnowskiej). Należy do zlewiska Morza Bałtyckiego dorzecza Wisły. Potok ma około 8,7 km długości, powierzchnia zlewni wynosi 12,99 km².  
Główne dopływy potoku to: Bugajowianka (ok. 3 km długości) oraz od Zadziela (Zadzielnianka), Spisak (Spisowianka), z Berdechowa, z Lasu, za Lasem. 
Potok nazwany (zapewne) od miejscowości Polna przez którą przepływa. 
Potok Polnianka po większych opadach staje się rwącą rzeką doprowadzając do powodzi i licznych podtopień.